# Karta
För andra betydelser, se Karta (olika betydelser).

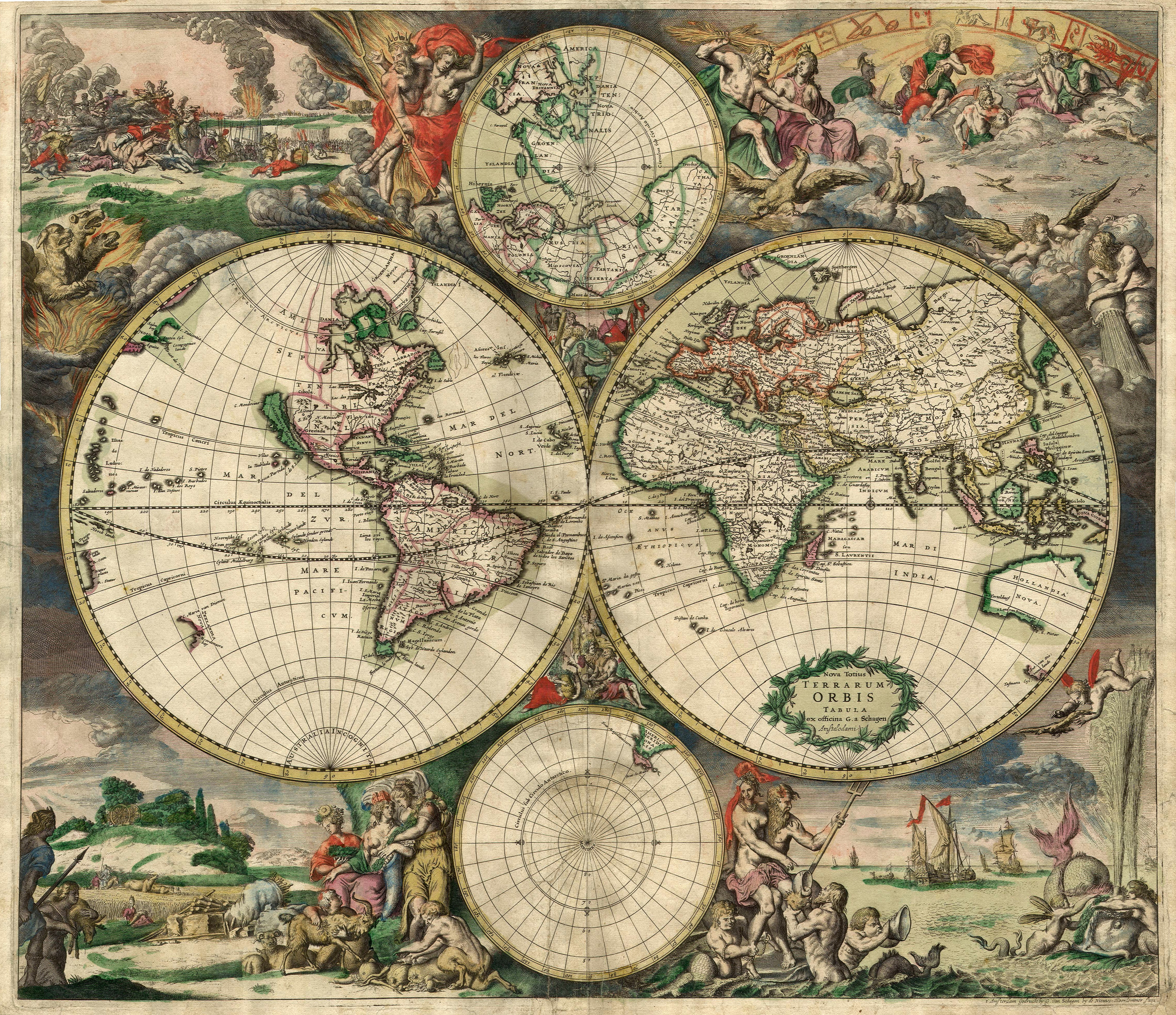
Världskarta från 1689.

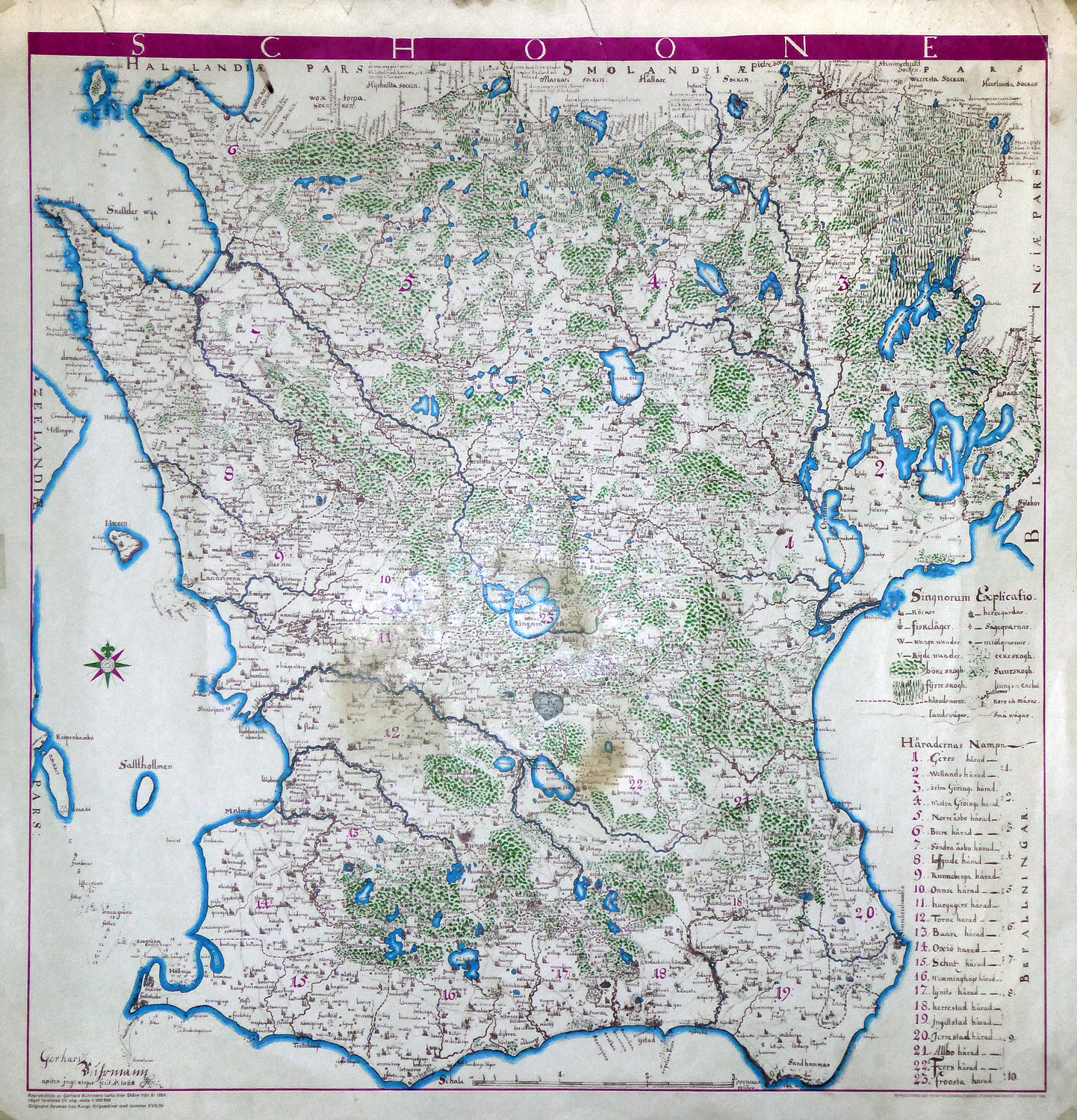
Gerhard von Buhrmans karta över Skåne från 1684.

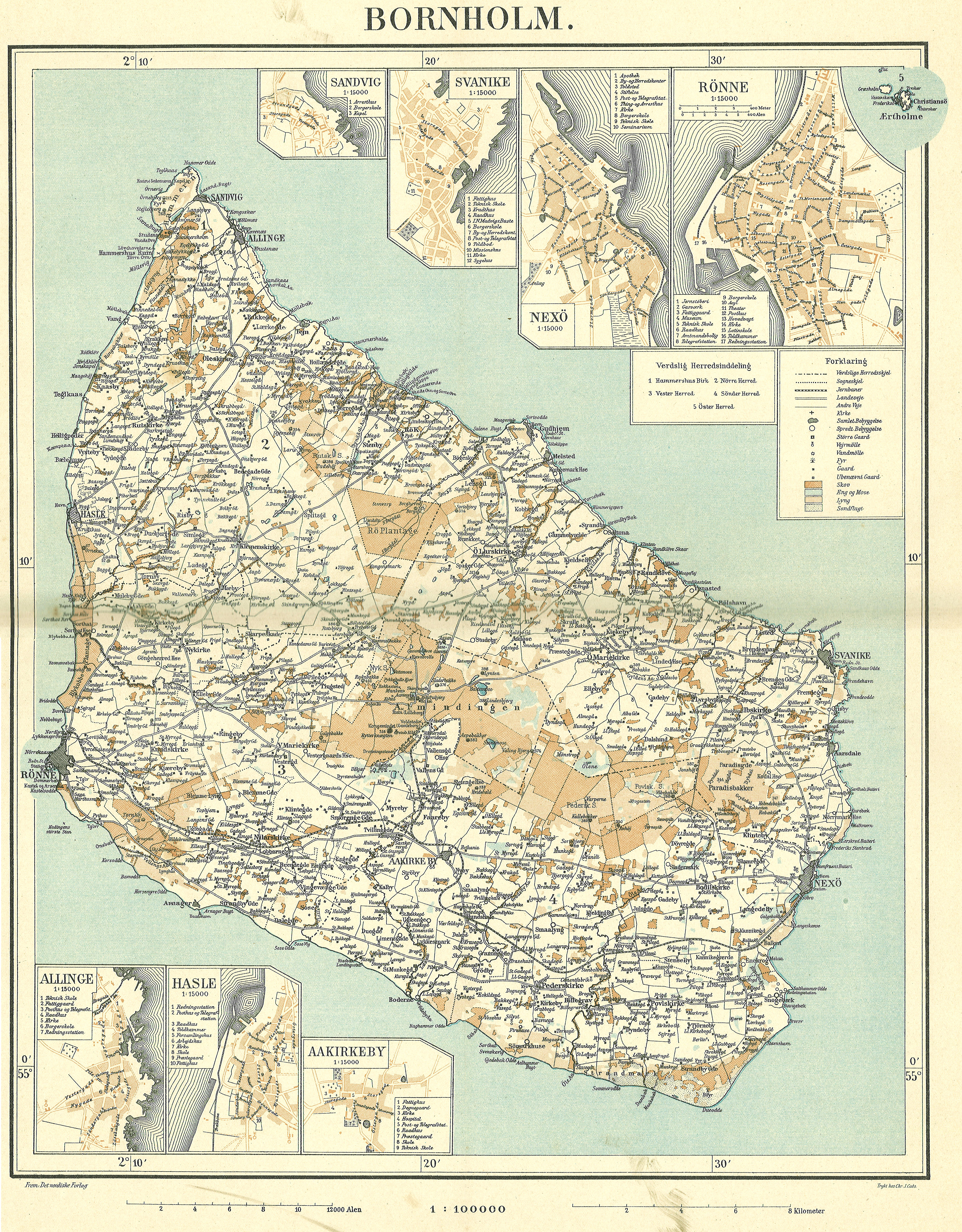
Karta över Bornholm från 1900.

Cyperns flagga är en av få nationalflaggor som har en karta i själva flaggan.

En karta är en grafisk avbildning som ger rumslig förklaring av företeelser, begrepp eller händelser i människans värld.
En karta är ofta en avbildning av ett geografiskt område såsom en del av jordytan, men en karta kan även vara astronomisk, astrologisk, topografisk, teologisk, andlig, statistisk, politisk och konstnärlig. Kartan är oftast en schematisk representation av terrängen till skillnad från exempelvis ett flygfoto. Detta åstadkoms av karttecken (symboler) som visar områdets olika terrängegenskaper samt viktiga objekt i avseende på samhälle, kultur och terrängföremål. Hur en karta ser ut och vad som tas med på den beror på vad den ska användas till. Vissa kartor används för att orientera sig, som exempelvis vägkartor eller orienteringskartor. Andra används för att ge överblick eller planera.
Många kartor är statiska tvådimensionella, geometriskt noggranna avbildningar av ett tredimensionellt område, medan andra kartor kan vara dynamiska eller interaktiva, till och med tredimensionella. Även om kartor vanligtvis används inom geografin så kan de även representera ett område, äkta eller imaginärt, utan hänsyn till kontext eller skala; exempelvis kartläggning av hjärnan, DNA- och genstruktur, eller stjärnkartor.

## Typer av kartor

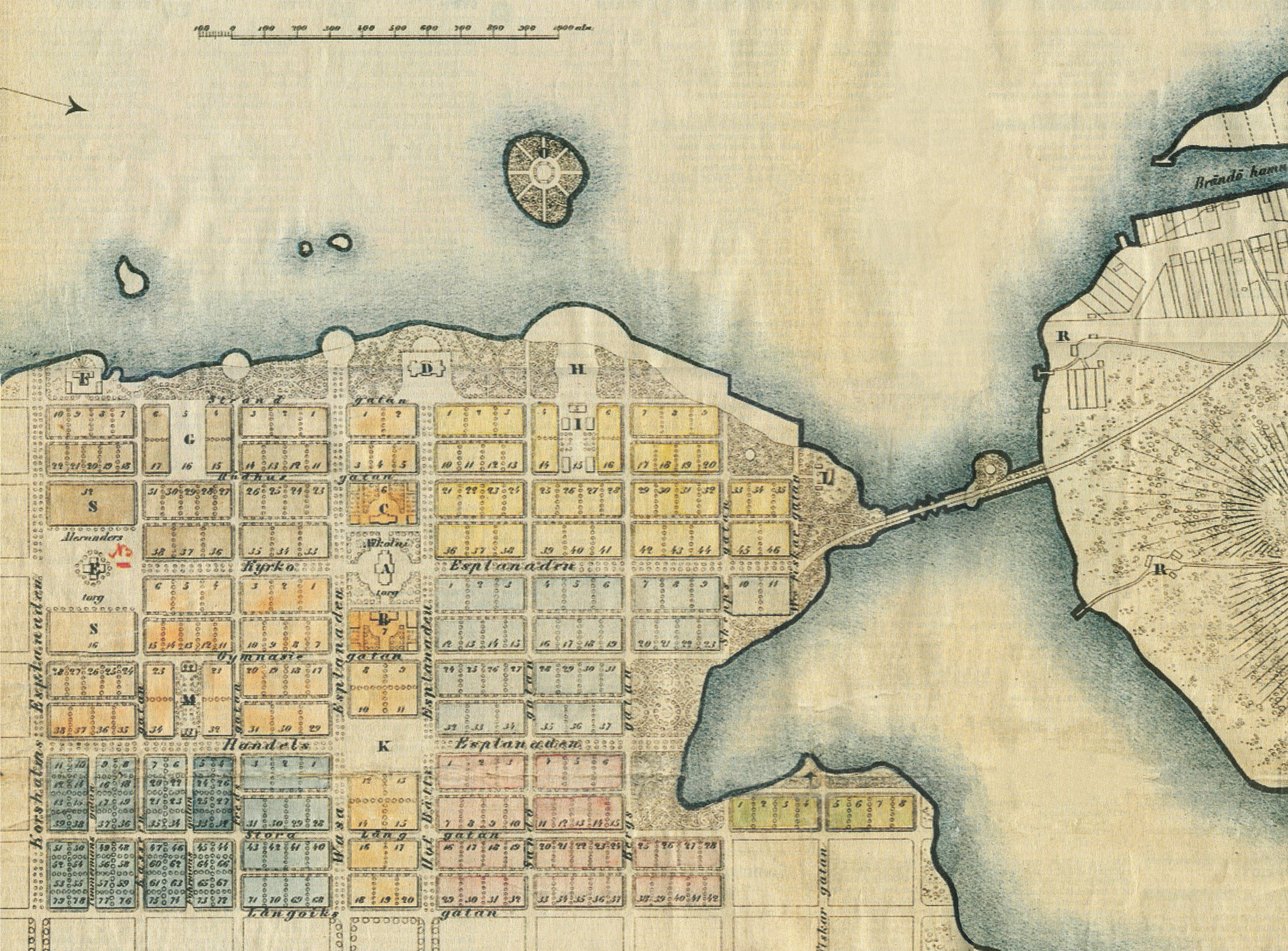
Karta över staden Vasa från 1855.

Kartor delas främst in i topografiska och tematiska kartor.
- Topografiska kartor:
  - Fysisk karta
  - Orienteringskarta
  - Sjökort
  - Vägkarta
  - Tätortskarta
- Tematiska kartor:
  - Politisk karta
  - Ekonomisk karta
  - Väderkarta
  - Befolkningskarta
  - Geologisk karta
- Kartor av teknisk natur för stadsplanering och byggande:
  - Fastighetskarta
  - Primärkarta
  - Grundkarta
  - Nybyggnadskarta

Övriga kartor:
- Skattkarta (ev topografisk)[3]
- Mental karta

## Definitioner
- Skala: Hur storheter i kartan förhåller sig till verkligheten anges av skalan.
- Latitud: Breddgrad, vinkelavstånd från ekvatorn
- Longitud: Längdgrad, Vinkel mellan en storcirkel genom polerna på jorden och en godtyckligt vald nollmeridian
- Meridianer: Imaginära bågar eller storcirklar genom polerna på jorden som brukar ritas ut på kartor
- Höjdkurva: Kartor som visar höjdförändringar har oftast höjdkurvor för att göra detta. Mellan varje höjdkurva är en bestämd höjdförändring
- Ekvidistans: Ekvidistansen anger hur stor höjdskillnad det är mellan varje höjdkurva på kartan.
- Altitud: Är en angivelse om höjden över havet.

## Skala och noggrannhet

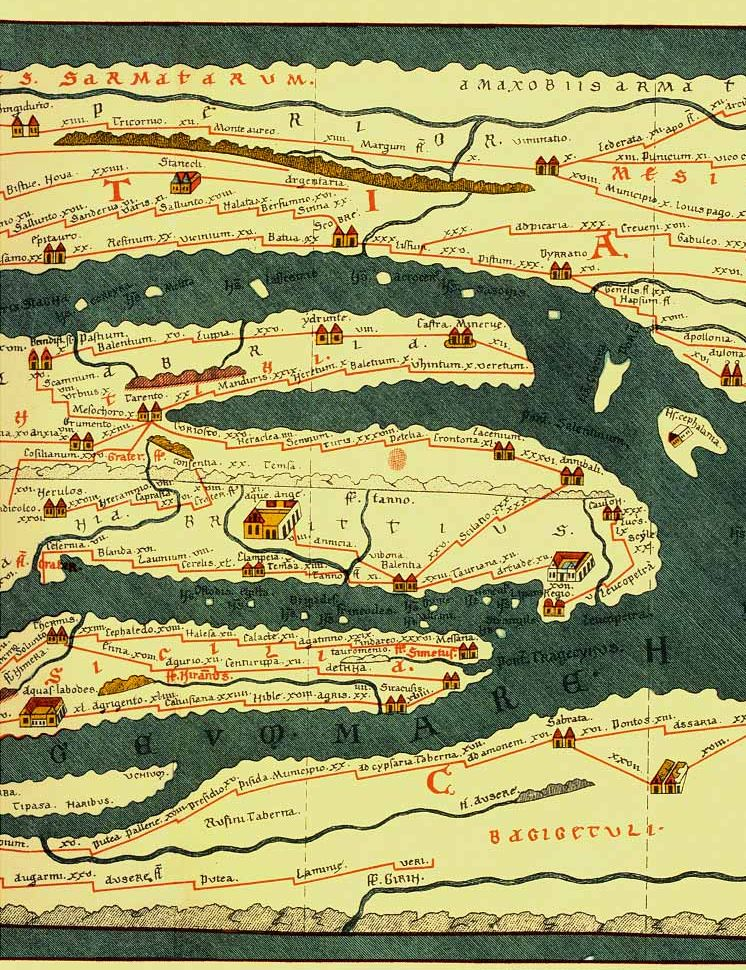
En del av den handmålade kartan över Tabula Peutingeriana.

Många men inte alla kartor är ritade i skala, uttryckt i ett förhållande som exempelvis 1:10 000, vilket innebär att 1 av en valfri mätenhet på kartan motsvarar 10 000 av samma enhet i verkligheten. Detta ger kartläsaren möjlighet att uppskatta storleken av, eller avståndet mellan, en eller flera platser eller objekt på kartan. En större skala (det vill säga att det andra numret i förhållandet är mindre) visar mer detaljer och är bättre vad gäller mer precisa uppskattningar, men kräver också en större karta för att visa samma område. Högdetaljerade kartor som täcker större områden från storlekar av mindre städer eller kommuner upp till hela länder eller kontinenter ges ofta ut i form av böcker eller som datorprogram, för att det ska vara lättare att behandla och få översikt över. Tryckta versioner kan även inkludera omfattande register, avståndstabeller mellan städer och ibland även korsreferenser för vanliga destinationer. Datorprogram för kartläsning erbjuder ofta en mängd verktyg för att hjälpa läsaren, som exempelvis anpassningsbar skala (så kallade zoom) eller specialutformade sökmotorer för att hitta enskilda färdvägar, adresser eller platser.
Historiskt sett har större kartor tillverkats (även om de inte alltid gavs ut på grund av kostnaderna) i stora skriftrullar, ett berömt exempel på detta är en nyligen upptäckt handgjord karta över Tabula Peutingeriana..
Kartor som är ritade utifrån något annan beskaffenhet än area för att jämföra relativ storlek kallas kartogram.
Ett bra exempel på en karta utan skala, som inte är ett kartogram, är kartan över stationer i exempelvis Londons tunnelbana, som bäst uppfyller sitt syfte genom att vara mindre geografiskt noggrann och mer översiktlig för passagerarna. Denna schematiska karttyp togs fram av Harry Beck som inspirerades av elscheman. Det är inte kartogram, eftersom det inte finns någon konsekvent avståndsmätning), utan en topologisk karta som också visar ungefärliga riktningar. De enkla kartor som finns på vissa lokaliseringsmärken är ytterligare exempel på den här typen av kartor.
Många kommersiella kartor, som exempelvis vägkartor och stadsplaner, offrar en del av noggrannheten i skala för att ge en bättre visuell effekt för användaren, exempelvis genom att överdriva vägarnas bredd. Med slutanvändaren i åtanke "censurerar" kartografer innehållet på de kartor som visar ett visst område för att på så vis skapa ett användbart verktyg för användaren. Exempelvis kan en vägkarta både visa och utesluta järnvägsräls, mindre floder och andra iögonfallande objekt som inte är väg, och om kartan visar dessa objekt så visas de ofta mindre tydligt (kanske bara med små streck eller prickar i olika färger) än motorväg och liknande. Detta gör man för att det ska vara enklare för kartläsaren att enklare se det som är av betydelse för den specifika kartan, utan att mista noggrannheten vad gäller avstånd. Kartor i datorprogram tillåter ofta användaren att välja mellan PÅ, AV och AUTO vad gäller framhävande av vissa objekt och nedtoning av vissa. På AUTO anpassas detta beroende på vilken skala man rör sig i.

## Världskartor och kartprojektion

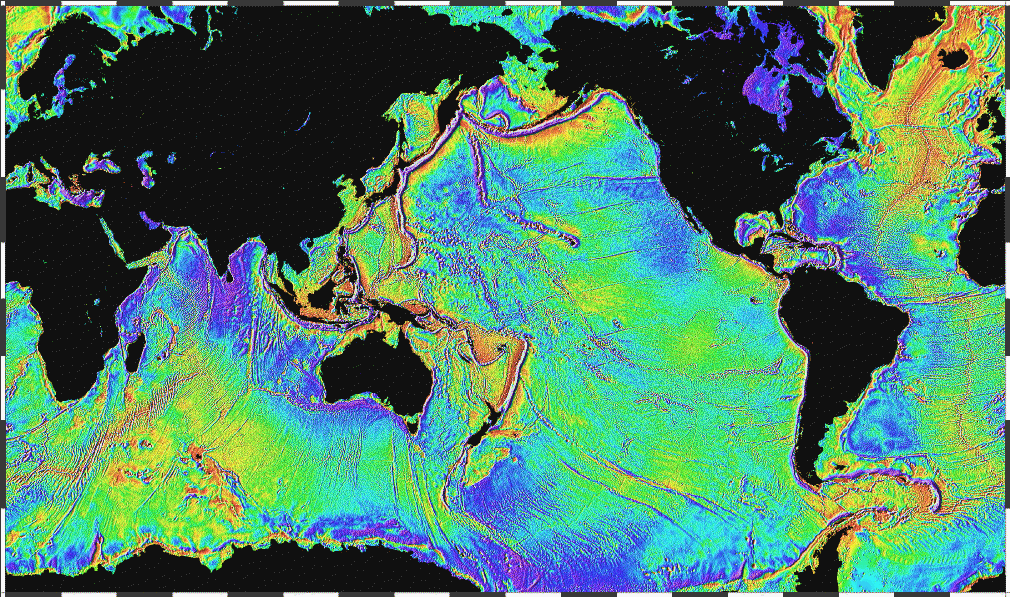
Karta över större djupskillnader under vatten. (1995, NOAA)

Dymaxionkarta viks till en ikosaeder.

Världskartor eller kartor över större områden är oftast 'politiska' eller 'fysiska'. Det viktigaste syftet med de politiska kartorna är för att visa landgränser, medan de fysiska kartornas främsta syfte är att visa rent geografiska element som berg, jordarter, vatten eller markanvändning. Geografiska kartor behöver inte enbart visa den fysiska ytan, utan kan även visa underjordiska berg och kontinentalplattor, förkastning eller andra underjordiska strukturer.
Kartor som efterliknar jordens yta använder sig av kartprojektion, ett sätt att överföra den tredimensionellt verkliga ytan på geoiden till en tvådimensionell bild. Den kanske mest välkända världskartprojektionen är Mercators projektionen som ursprungligen utformades som en typ av sjökort.
Flygplanspiloter använder sig av kartor baserade på konprojektion, vilket innebär att en kon läggs över den del av jorden som ska kartläggas. Konen skär sfären (jorden i det här fallet) vid en eller två paralleller som väljs som utgångslinjer. Detta ger piloten möjlighet att kartlägga en storcirkelrutt som uppskattas på en platt tvådimensionell karta.
- Asimutal eller gnomonisk kartprojektion används ofta för att planera flygrutter tack vare deras egenskap att avbilda storcirklar som raka linjer. Reginald Buckminster Fuller tog patent på just en sådan gnomonisk projektion 1946, känd som Dymaxionkarta.

## Kartografi
Läran om att framställa kartor heter kartografi, en av de äldsta bevarade kartorna är Turin papyruskartan. Om man vill ha en karta över en större del av jordytan får man problem att avbilda verkligheten till ett papper då pappret är platt men jordytan krökt. Ett sätt att lösa detta på är att göra en jordglob. Annars får man använda någon av de kartprojektioner (avbildningsmetoder) som finns. Vilken som används beror på vilken information som är viktigast att få med på kartan (till exempel korrekta areor, riktningar eller längder).
Den viktigaste komponenten vid storskalig kartframställning idag är flyg- och satellitbilder. Utifrån dessa tolkas på olika sätt objekt som skall finnas med i kartan; vägar, vattendrag, skogar, men också mindre objekt som byggnader. Tolkning av flyg- och satellitbilder ger en upplösning/felmarginal i kartan på några decimeter till någon eller några meter, beroende på utrustning. Ju lägre flyghöjd desto bättre upplösning. Objekt som inte ses från luften är inte helt sällan tolkade från gamla kartor, såsom fastighetsgränser eller territorialgränser.
Inmätning av för kartor är mycket arbetskrävande men ger i gengäld en mycket exakt bild av verkligheten, ner till tiondels millimeter. Så hög noggrannhet behövs i allmänhet inte i annat än vid byggnadsframställning, speciellt vid större byggen då hög noggrannhet är ett måste.